# مصدر (صحافة)

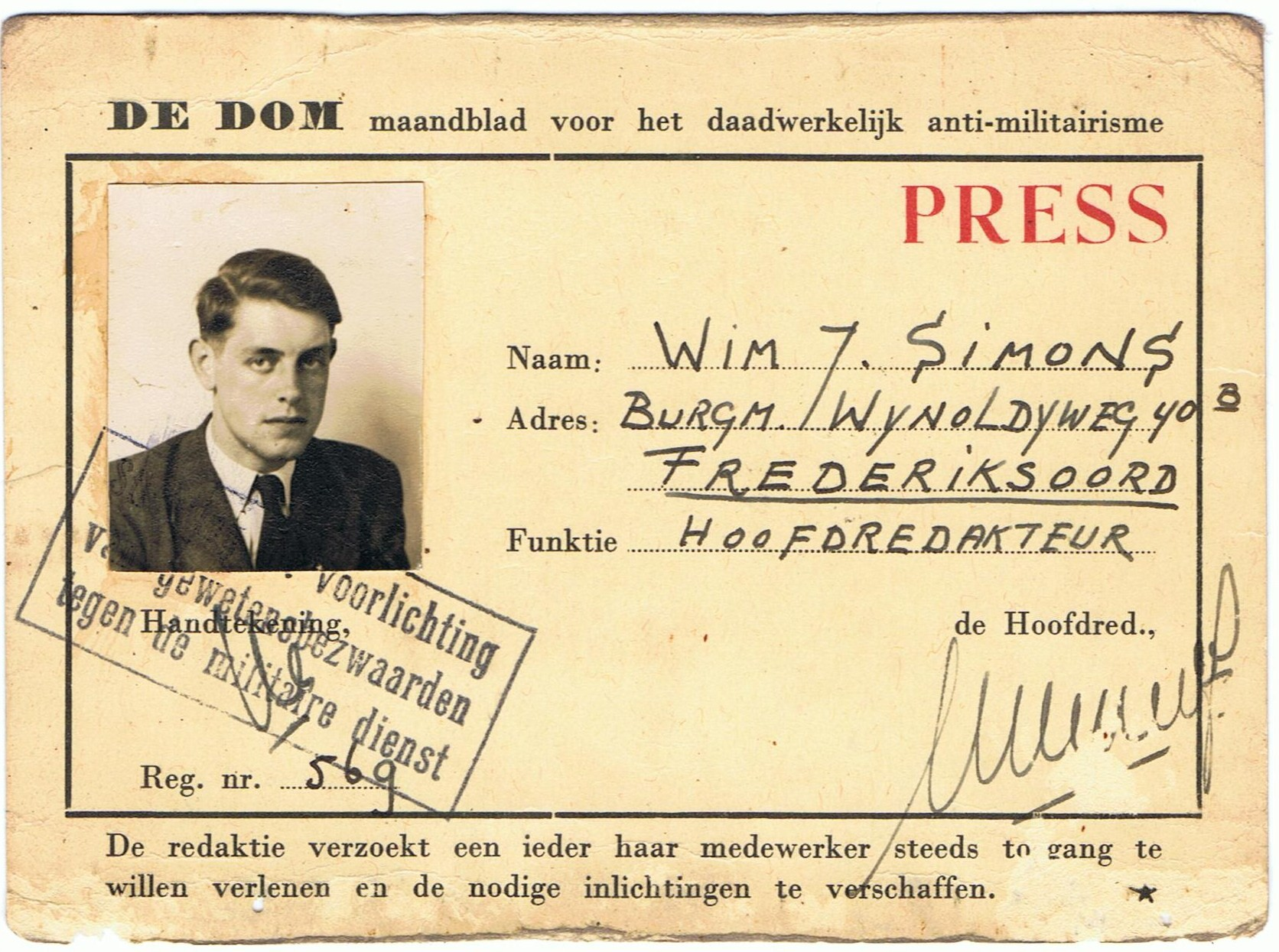

في مجال الصحافة، يعد المصدر هو الشخص أو المنشور أو أي تسجيل أو مستند آخر يعطي معلومات في الوقت المناسب. وخارج مجال الصحافة، تعرف المصادر في بعض الأحيان بأنها «مصادر الأخبار». وتتضمن أمثلة المصادر التسجيلات الرسمية أو المنشورات أو النشرات، والمسؤولين في الحكومة أو قطاع الأعمال والمنظمات أو الشركات والشهود على جريمة أو حوادث أو أحداث أخرى والأشخاص المشاركين أو المتأثرين بحدث أخبار أو قضية.
ووفقًا لشوميكر (1996) وميكويل (1994)، هناك العديد من العوامل التي تميل إلى تحديد قبول المصادر كمصادر أصلية من قبل المحققين الصحفيين. ويُتوقع من المراسلين الصحفيين تطوير المصادر وزراعتها، خاصة إذا كانت تغطي موضوعًا معينًا بانتظام، يُعرف باسم «السبق الصحفي». ومع ذلك، يجب أن يتوخى مراسلو السبق الصحفي الحذر من أن يصبحوا قريبين جدًا من مصادرهم. وغالبًا، وليس دائمًا، ما يعطي المراسلون الصحفيون مساحة أكبر للمصادر التي تمتلك خبرة قليلة. على سبيل المثال، يقول الشخص في بعض الأحيان أنه لا يريد التحدث ثم ينتقل إلى الحديث؛ إذا كان هذا الشخص ليس شخصية عامة، فتكون احتمالية استخدام المراسلين الصحفيين لهذه المعلومات أقل. كما يتم تشجيع الصحفيين أن يكونوا متشككين دون أن يكونوا ساخرين («إذا قالت أمك أنها تحبك، فتأكد من ذلك»). وكقاعدة عامة في البحث، ولكنها بصفة خاصة تستخدم عند الإبلاغ عن خلاف، يُتوقع من المراسلين الصحفيين استخدام مصادر متعددة.

## استخدام المعلومات السرية
غالبًا ما تكون المواد «المعلنة بشكل غير رسمي» قيمة وربما يكون الصحفيون حريصين على استخدامها، لذلك تُنصح عمومًا المصادر الراغبة في ضمان سرية معلومات معينة بمناقشة «شروط الاستخدام» قبل الكشف عن المعلومات حقًا، إذا كان ذلك ممكنًا. ويمتلك بعض الصحفيين والمؤسسات الصحفية سياسات ضد قبول المعلومات «بشكل غير رسمي» لأنهم يعتقدون أنها تتعارض مع قدرتهم على الإبلاغ بصدق أو لأنهم يشكون في أنه قد يكون الغرض منها تضليلهم أو تضليل الجمهور.
يمكن للصحفيين استخدام معلومات «غير رسمية»، حتى لو كانوا لا يستطيعون الإبلاغ مباشرة عن معلومات معينة، لكشف الحقائق المتصلة بها أو لإيجاد مصادر أخرى تكون مستعدة للحديث بشكل رسمي. وهذا الأمر مفيد بشكل خاص في الصحافة الاستقصائية. وتُعرف المعلومات حول حدث مفاجئ أو أخبار عاجلة، سواء بشكل رسمي أو غير رسمي، باسم «المعلومات المساعدة». وتُسمى المعلومات التي تؤدي إلى اكتشاف المزيد من المعلومات المثيرة باسم «المعلومات الرئيسية».